# 比利·吉里蘭德
比利·吉里蘭德（Billy Gilliland，1957年—），已退休蘇格蘭羽毛球運動員，其黃金時期為1970年代中期至1980年代中期。
比利·吉里蘭德身材高而瘦，雖然曾經贏得1979年蘇格蘭國家羽毛球錦標賽單打冠軍，但在國際賽裡係以雙打為主。他曾經與英格蘭的諾拉·佩里搭配，在1985年贏得最有名望的全英公開賽混合雙打冠軍。然而在此之前，他已經在1982年全英公開賽裡獲得男子雙打及混合雙打亞軍。
他曾與喬安娜·弗洛克哈特搭配贏得1977年世界羽毛球錦標賽混合雙打銅牌。雖然在海外贏得許多比賽，他最傲人的成績是1976年至1987年間，與兩位搭檔連續奪得12次蘇格蘭全國混合雙打冠軍。在那段期間內，他也與丹·特拉瓦斯搭配贏得9次蘇格蘭全國男子雙打冠軍。另外，他們也贏得1986年大英國協運動會金牌。